# Homotrixa hirsuta
Homotrixa hirsuta là một loài ruồi trong họ Tachinidae.